# 신시사이저

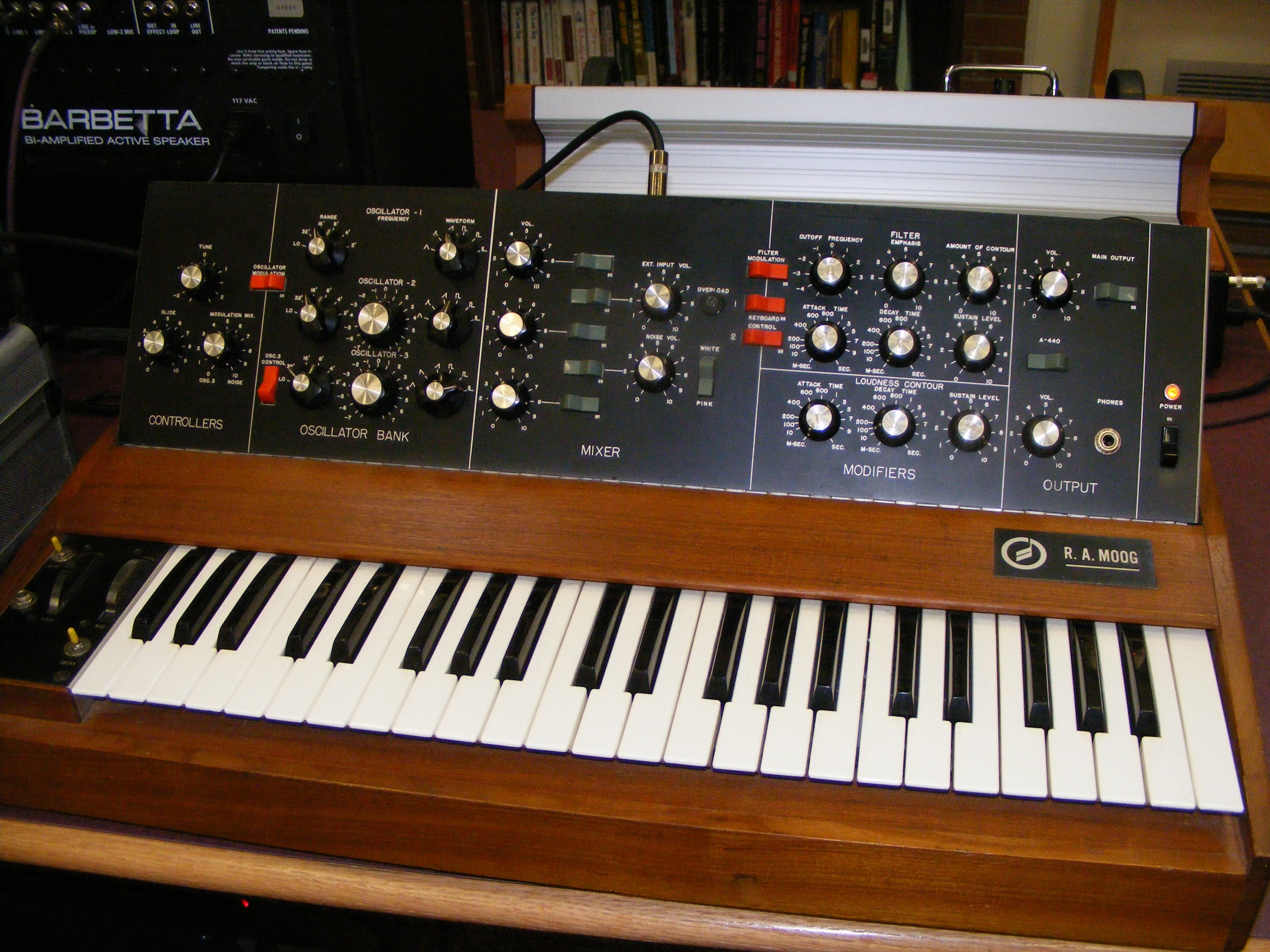
신시사이저

신시사이저(영어: synthesiser, 문화어: 신세사이자)는 사운드로 변환될 수 있는 오디오 신호(Audio signal)를 생성하는 전자 악기로서 각종 악기의 음색을 전자적으로 발생시키고 변경, 합성하여 연주할 수 있는 기계적 장치이다. 작곡과 연주에 두루 사용되며 전기적 장치를 이용하여 리듬과 음색을 자유로이 조절할 수 있다.
대형 음향 합성장치. 전자회로에 의한 장치로 스튜디오용의 큰 규모의 것부터 소형 건반악기풍의 것까지 다양하다. 현대적인 디지털 신시사이저는 수학적인 함수들을 계산하기 위해 여러 가지 주파수 신호들을 발생시키는 주파수 신시사이저(오실레이터) 마이크로프로세서를 사용한다. 신시사이저는 작동 방식에 따라 아날로그 신시사이저, 디지털 신시사이저, 소프트웨어 신시사이저로 나눌 수 있다.
장치의 음향 신호계의 기본 회로는 발진(發振-Oscillator)·여파(濾波-Filter)·증폭(增幅-Amplify) 등 3개의 회로로서 저전압 직류로 제어된다. 회로망의 제어방법에 따라서 악기음이나 음성과 비슷한 환상적인 음을 비롯하여 바람, 천둥, 동물의 소리 등 자연계의 음까지 다채로운 음을 만들 수 있다. 작곡, 편곡 및 연주 악기로도 사용된다.

## 역사
신시사이저는 1897년 미국의 케힐이 제작한 '텔하모늄(telharmonium:dynamophone)'이 시초이다. 이것은 저항기(抵抗器)로 배음을 조절할 수 있는 구조로 되어 있었다. 한편 현재와 같은 신시사이저는 1950년대에 미국의 RCA Corporation에 의해 최초로 개발되었으나, 천공테이프를 사용하는 등, 실험적 요소가 많았다. 그후 1965년에 상품화되었다.

## 사운드 합성
사운드 합성은 소리를 아날로그나 디지털 형태의 전자 도구를 이용해서 인공적으로 발생시키는 것을 의미하는데, 이것은 새로운 사운드를 만드는 작업 뿐 아니라 기존의 사운드를 특정한 방법으로 합성하는 것 모두를 포함한다.
내장형 프로그램 형태의 컴퓨터는 현재의 사운드 합성을 가능하게 했는데, 1957년 벨 연구소의 Max V. Mathews의 실험이 그 시초로 알려져 있다. 그는 컴퓨터라는 하나의 전자 기구를 통해서 음조나 음파 형태를 조절할 수 있는 사운드 합성이 가능함을 증명하였고, 그 이후로 수많은 사운드 합성 방법이 등장하였으며 현재도 활발하게 연구되고 있다.
사운드 합성 방법의 종류로는 샘플 합성법, 가산 합성법, 감산 합성법, 변조 합성법, 물리적 모델링 등이 있다.
가산 합성법
예) 하몬드 오르간
감산 합성법
예) Moog 신시사이저
FM 합성법
예) Yamaha-DX7
샘플 기반 합성법

## 대표적인 연주자
방겔리스, 장미셸 자르, 야니, 클라우스 슐체 등이 있다.

## 같이 보기
- 악기
- 컴퓨터 음악
- 신시사이저 연주자
- 소프트웨어 신시사이저